# Герледан (Кот-д'Армор)
Герледан (фр. Guerlédan) — муніципалітет у Франції, у регіоні Бретань, департамент Кот-д'Армор. Герледан утворено 1 січня 2017 року шляхом злиття муніципалітетів Мюр-де-Бретань i Сен-Ген. Адміністративним центром муніципалітету є Мюр-де-Бретань. Населення — 2498 осіб (01.01.2021).